# Liste der Kulturdenkmale in Ilmenau
Diese Liste sammelt die Kulturdenkmale der Stadt Ilmenau in Thüringen. Die Liste könnte unvollständig sein, da mögliche Kulturdenkmale der 2018 eingemeindeten Ortsteile noch nicht eingearbeitet wurden. Gleiches gilt für die 2019 eingemeindeten Ortsteile Frauenwald und Stützerbach.

## Einführung

### Denkmalschutz
In Ilmenau stehen etwa 110 Einzelobjekte unter Denkmalschutz. Daneben gibt es noch sechs Anlagen, die ein Denkmalensemble (ein zusammenhängendes Gebiet, das auf Grund seines Gesamterscheinungsbildes schützenswert ist) bilden: große Teile des Kurviertels unter der Bezeichnung „Bäderkomplex“, das Gründerzeitgebiet Homburger Platz/Karl-Liebknecht-Straße, die Anlage der Festhalle mit Stadtpark, die Fischerhütte (eine ehemalige Glashütte) mit ihren Nebengebäuden, der Friedhof sowie der historische Altstadtkern zwischen Poststraße, Erfurter Straße, Rasen, Lindenstraße und Mühlgraben.
Die ältesten Gebäude Ilmenaus stammen aus dem späten 18. Jahrhundert, meist aus der Phase nach dem Stadtbrand von 1752, als der Weimarer Hofbaumeister Gottfried Heinrich Krohne die Pläne zum Wiederaufbau der Stadt erstellte. Seit dieser Zeit sind aus allen Epochen Bauwerke unter Denkmalschutz gestellt, wobei besonders viele Villen aus der Zeit des deutschen Kaiserreichs (1871 bis 1914) enthalten sind. Aus der Zeit nach dem Ersten Weltkrieg sind nur wenige Gebäude unter Denkmalschutz gestellt wurden, hier besonders typische Bauwerke der Bauhaus-Architektur. Insbesondere aus der Zeit nach 1930 stehen bisher kaum Bauwerke unter Denkmalschutz. Auch das zweite Villenviertel der Stadt auf der Sturmheide, in dem sich weniger Jugendstil- und mehr Heimatstilvillen als im Kurviertel befinden, steht weder als Ensemble, noch als Einzeldenkmal unter Schutz.
Ilmenau hat nach dem Stadtbrand von 1752 keine schweren Katastrophen erlebt, die Großteile der Bausubstanz vernichtet hätten. Auch den Zweiten Weltkrieg überstand die Bausubstanz unbeschadet. Zu DDR-Zeiten war auch in Ilmenau ein Verfall der Altstadt zu beobachten, wenngleich dieser nicht so drastisch ausfiel wie in vielen größeren Städten der DDR. Dennoch wurden in dieser Zeit einzelne, meist kleine und alte Gebäude in der Altstadt abgerissen, ohne dabei jedoch das Stadtbild umzuprägen. Nach der Wiedervereinigung wurden besonders die alten Fabrikgebäude, die meist noch aus der Zeit vor dem Ersten Weltkrieg stammten, abgerissen, wobei Ilmenau einen erheblichen Teil seiner industriellen Bausubstanz verlor, wenngleich noch einzelne Fabriken erhalten geblieben sind und umgenutzt wurden. Allerdings stehen diese (etwa die Porzellanfabrik Fischer) bis heute nicht unter Denkmalschutz. Auch im Altstadtkern wurden nach der Wiedervereinigung vereinzelt Gebäude abgerissen und durch Neubauten ersetzt, meist handelte es sich dabei jedoch um architekturhistorisch unbedeutende Bauwerke. Schwierig stellt sich die Erhaltung alter Bausubstanz insbesondere in der Oberstadt (westlicher Teil der Altstadt) dar, da die Substanz aus dem 18. und frühen 19. Jahrhundert hier von vornherein von minderer Qualität war (hier lebten auch ärmere Leute als in den Geschäftshäusern entlang der Hauptstraßen, meist Bergleute, Handwerker oder Arbeiter etwa der 1777 hier gegründeten Porzellanfabrik). Dazu kommen die ungünstigen Geländeverhältnisse mit kleinen, steilen Grundstücken und kleinen, verbauten Häusern, die deren Wert am Immobilienmarkt zusätzlich schmälern, sodass eine grundhafte Sanierung oftmals in keinem Verhältnis zu den Kosten steht.

## Einzeldenkmale
| Bild                                    | Bezeichnung        | Lage                                                  | Datierung                                 | Beschreibung | ID |
| --------------------------------------- | ------------------ | ----------------------------------------------------- | ----------------------------------------- | --- | -- |
| Fotos hochladen                         | Verwaltungsgebäude | Ackermannstraße 1 (Karte)                             | 1898 Historismus                          | Die heutige Polizeiinspektion diente früher als Sitz des Amtsgerichts. |    |
| Fotos hochladen                         | Verwaltungsgebäude | Am Markt 1 (Karte)                                    | 1753 bis 1756 Barock                      | Das Amtshaus ist ein Stadtpalais, das den Herzögen von Sachsen-Weimar als Wohnsitz diente, wenn sie in der Stadt zu Besuch waren. Heute beherbergt das Amtshaus unter anderem das Stadtmuseum. Es entstand nach Plänen des Baumeisters Gottfried Heinrich Krohne. |    |
| weitere Bilder Fotos hochladen          | Verwaltungsgebäude | Am Markt 7 (Karte)                                    | 1768 bis 1786 Barock                      | Das Rathaus ist der Sitz der Stadtverwaltung. Es wurde wie das benachbarte Amtshaus nach Plänen von Gottfried Heinrich Krohne wiederaufgebaut, nachdem es dem Stadtbrand von 1752 zum Opfer gefallen war. |    |
| Fotos hochladen                         | Fabrik             | An der Krebswiese 14 (Karte)                          |                                           | |    |
| Fotos hochladen                         | Denkmal            | Ascherofen (Waldstraße)                               |                                           | Gedenkstein für acht unbekannte KZ-Häftlinge. |    |
| Fotos hochladen                         | Wohnhaus           | Bahnhofstraße 16 (Karte)                              |                                           | Das an sich unscheinbare Wohnhaus aus dem 19. Jahrhundert verfügt über eine Stuckfassade mit verspielt-phantasievollen Elementen aus Jugendstil und Historismus. |    |
| Fotos hochladen                         | Wohnhaus           | Bahnhofstraße 18 (Karte)                              | Historismus                               | Das Gebäude zählt zu den ältesten Stadtvillen und verfügt über einen Turmaufbau auf der Ecke Bahnhofstraße/Professor-Schmidt-Straße. |    |
| Fotos hochladen                         | Wohnhaus           | Bahnhofstraße 24 (Karte)                              | Historismus / Jugendstil                  | Das Mehrfamilienhaus verfügt über einzigartige Fensteruntergliederungen in organischen Formen des Jugendstils. |    |
| BW                                      | Wohnhaus           | Burggasse 4 (Karte)                                   |                                           | Das Gebäude zählt zu den größeren Wohnhäusern in der Oberstadt aus dem 18. Jahrhundert. |    |
| Direkt Bild zu diesem Denkmal hochladen | Wandbild           | Eichicht                                              | 1973                                      | Im ehemaligen Speisesaal des Porzellanwerks befindet sich das Wandbild „Lebensfreude“ (11 × 2,5 m) von Franz Reiß. |    |
| BW                                      | Wohnhaus           | Fleischergasse 3 (Karte)                              |                                           | ehemalige Gaststätte Burghof |    |
| weitere Bilder Fotos hochladen          | Kirche             | Friedhof (Karte)                                      | 1852                                      | Die Kreuzkirche dient als Friedhofskirche und steht mit ihrem Inventar unter Denkmalschutz. |    |
| weitere Bilder Fotos hochladen          | Trauerhalle        | Friedhof (Karte)                                      | 1836 Klassizismus                         | Die alte Trauerhalle ist einer der wenigen klassizistischen Bauten in Ilmenau, denkmalgerecht saniert und dient nun als „Columbarium“. |    |
| weitere Bilder Fotos hochladen          | Grab               | Friedhof                                              | 1802                                      | Das Grab Corona Schröters. |    |
| Fotos hochladen                         | Grab               | Friedhof                                              | 1821                                      | Das Grab Johann Karl Wilhelm Voigts. |    |
| Fotos hochladen                         | Grab               | Friedhof                                              |                                           | Das Grab von Bergmeister Hecker. |    |
| weitere Bilder Fotos hochladen          | Brunnen            | Friedhof (Karte)                                      | 1932 Klassische Moderne                   | Der Goethebrunnen auf dem Friedhof wurde 1931 vom Stadtbauführer Eberhard Stachura geschaffen und im Goethejahr 1932 mit dem Relief eingeweiht. Es stammt von dem in Ilmenau aufgewachsenen Bauhaus-Schüler Wilhelm Löber und zeigt eine entschlafene, betrauerte Mutter in expressiver Formensprache. Es entstand unter dem zeitgeistlichen Hintergrund des ersten industriell geführten Vernichtungskriegs mit Millionen Toten und der daraus erwachsenden Fragen des menschlichen Daseins. Dazu wird Goethes Zeile „Stirb und werde“ aus dem west-östlichen Divan zitiert. Zur Zeit des Nationalsozialismus war das Relief als entartete Kunst mit Brettern verhüllt. |    |
| weitere Bilder Fotos hochladen          | Denkmal            | Friedhof                                              | 1945 bis 1946                             | Sowjetisches Ehrenmal, umgeben von 78 Gräbern |    |
| Direkt Bild zu diesem Denkmal hochladen | Denkmal            | Friedhof                                              |                                           | Gedenkstein für fünf unbekannte Soldaten |    |
| Fotos hochladen                         | Büro- und Wohnhaus | Friedrich-Ebert-Straße 2 (heute: Bahndamm 16) (Karte) | 1909                                      | Büro- und Wohnhaus der Spedition Hermann Klett von 1909 bis 1953, danach Sitz des ehemaligen VEB Kraftverkehr bis ungefähr 1990 |    |
| Fotos hochladen                         | Wohnhaus           | Friedrich-Hofmann-Straße 1 (Karte)                    | 1908 Historismus                          | Das repräsentative Wohn- und Geschäftshaus ist ein Beispiel für die Architektur der Jahrhundertwende. |    |
| Fotos hochladen                         | Kaufhaus           | Friedrich-Hofmann-Straße 7 (Karte)                    | 1928 Klassische Moderne                   | Das Kaufhaus entstand nach der Formensprache des Bauhauses. |    |
| Fotos hochladen                         | Wohnhaus           | Goetheallee 6 (Karte)                                 |                                           | |    |
| Fotos hochladen                         | Wohnhaus           | Goetheallee 10 (Karte)                                |                                           | |    |
| Fotos hochladen                         | Wohnhaus           | Herderstraße 12 (Karte)                               | 1898 Jugendstil                           | Das Haus beherbergte früher eine Glasmanufaktur. |    |
| Fotos hochladen                         | Wohnhaus           | Herderstraße 14 (Karte)                               | Historismus                               | Die Villa verfügt über eine reiche Fassadenornamentik. |    |
| Fotos hochladen                         | Wohnhaus           | Herderstraße 27 (Karte)                               |                                           | |    |
| Fotos hochladen                         | Schule             | Herderstraße 44 (Karte)                               | 1922 Neoklassizismus                      | Das Haus I der Goetheschule wurde 1922 im schlossähnlichen Stil erbaut. |    |
| Fotos hochladen                         | Wohnhaus           | Homburger Platz 1 (Karte)                             | 1904 Jugendstil                           | Das Mehrfamilienhaus verfügt über eine prachtvolle Jugendstilfassade. |    |
| Fotos hochladen                         | Wohnhaus           | Homburger Platz 2 (Karte)                             | Neorenaissance / Heimatstil               | Die Villa vermischt Elemente aus Heimatstil und Neorenaissance. |    |
| Fotos hochladen                         | Wohnhaus           | Homburger Platz 3/4                                   | Jugendstil / Heimatstil                   | Das Mehrfamilienhaus entstand aus einer stilistischen Mischung von Heimat- und Jugendstil. |    |
| Fotos hochladen                         | Wohnhaus           | Homburger Platz 3a                                    | um 1900                                   | Das Hinterhaus diente als Wirtschaftsgebäude und verfügt über ein Schaufachwerk aus der Zeit der Jahrhundertwende. |    |
| Fotos hochladen                         | Geschäftshaus      | Homburger Platz 7                                     | 1899 Historismus                          | Das städtische Elektrizitätswerk wurde 1899 erbaut und wird heute von der Sparkasse genutzt. |    |
| Fotos hochladen                         | Geschäftshaus      | Homburger Platz 11                                    | Historismus                               | Die Villa war Sitz der ersten Sparkasse. |    |
| Fotos hochladen                         | Wohnhaus           | Karl-Liebknecht-Straße 10                             | 1901 Historismus                          | Das Gebäude wurde durch Ernst Hüttenrauch errichtet und verfügt über Wandmalereien der Jahrhundertwende in der Tordurchfahrt sowie neobarocke Fassadenelemente. |    |
| Fotos hochladen                         | Fabrik             | Karl-Liebknecht-Straße 25                             | 1892 und 1912 Historismus                 | Vom Fabrikgebäude der Thüringischen Glasinstrumentenfabrik Alt, Eberhardt & Jäger steht nur noch die Fassade, die beim Bau in das Einkaufszentrum integriert wurde. |    |
| Fotos hochladen                         | Denkmal            | Karl-Zink-Straße                                      | frühe DDR-Zeit                            | Denkmal für den Widerstandskämpfer Karl Zink, geschaffen von Erich Preiss |    |
| Fotos hochladen                         | Wohnhaus           | Karl-Zink-Straße 1/3                                  | Barock                                    | Im Haus wohnte der Dichter Johann Peter Eckermann im Jahr 1854. |    |
| Fotos hochladen                         | Schule             | Karl-Zink-Straße 18                                   | 1874 Historismus                          | Das Gebäude der Karl-Zink-Schule. |    |
| Fotos hochladen                         | Schule             | Karl-Zink-Straße 33                                   | 1923 Neoklassizismus                      | Das Gebäude der Pestalozzi-Schule. |    |
| weitere Bilder Fotos hochladen          | Turm               | Kickelhahn (Karte)                                    | 1855 Historismus                          | Der Aussichtsturm auf dem Kickelhahn. |    |
| weitere Bilder Fotos hochladen          | Hütte              | Kickelhahn (Karte)                                    | 1783                                      | Das Goethehäuschen ist eine kleine Jagdhütte auf dem Kickelhahn. Der originalgetreue Nachbau stammt aus dem Jahr 1874. |    |
| Fotos hochladen                         | Laterne            | Kirchplatz                                            | 1894 Historismus                          | Der Lutherkandelaber wurde anlässlich des 375. Jahrestags der Reformation in Henneberg aufgestellt. |    |
| Fotos hochladen                         | Pfarrhaus          | Kirchplatz 1                                          | 1760er Barock                             | Das Pfarrhaus ist ein schlichter Barockbau. |    |
| weitere Bilder Fotos hochladen          | Kirche             | Kirchplatz 2 (Karte)                                  | 1760 bis 1761 Barock                      | Stadtkirche St. Jakobus |    |
| Fotos hochladen                         | Wohnhaus           | Langewiesener Straße 6                                |                                           | |    |
| Fotos hochladen                         | Wappensteine       | Lindenstraße 4                                        |                                           | Zwei Wappensteine vom ehemaligen Endleichtor an dieser Stelle wurden in die Hausfassade integriert. Der linke Stein zeigt das Ilmenauer Stadtwappen, der rechte das Wappen der Grafschaft Henneberg, ergänzt um einen sächsischen Wappenschild in der Mitte. |    |
| Fotos hochladen                         | Hotel              | Lindenstraße 11                                       | zwischen 1885 und 1901 Neobarock          | Das alte Hotel Lindenhof. |    |
| Fotos hochladen                         | Post               | Lindenstraße 10/12                                    |                                           | Im Wenzelschen Haus war das kursächsische Postamt untergebracht. |    |
| Fotos hochladen                         | Wohnhaus           | Lindenstraße 27                                       |                                           | Wohn- und Geschäftshaus. 1998 wurde der hintere Teil abgerissen, neu erbaut und das gesamte Gebäude saniert. |    |
| Fotos hochladen                         | Brunnen            | Marktplatz                                            | 1732 Barock                               | Der Hennebrunnen ist der älteste erhaltene Brunnen der Stadt. |    |
| Fotos hochladen                         | Geschäftshaus      | Marktstraße 1                                         |                                           | Stadtapotheke |    |
| Fotos hochladen                         | Wohnhaus           | Marktstraße 3                                         |                                           | |    |
| Fotos hochladen                         | Wohnhaus           | Marktstraße 4                                         |                                           | |    |
| Fotos hochladen                         | Wohnhaus           | Marktstraße 9                                         |                                           | |    |
| Fotos hochladen                         | Gerberhäuschen     | Mühlgraben                                            |                                           | Das Gerberhäuschen ist das letzte erhaltene in Ilmenau. |    |
| Fotos hochladen                         | Wohnhaus           | Mühltor 3                                             |                                           | Das kleine verschieferte Wohnhaus ist ein typisches Beispiel für Ilmenauer Wohnhäuser des 18./19. Jahrhunderts. |    |
| Fotos hochladen                         | Denkmal            | Naumannstraße                                         | 1926                                      | Denkmal für Bruno Schulz. Das Denkmal wurde am 14. November 1926 eingeweiht und befindet sich gegenüber vom Bahnhof Ilmenau Bad. Schulz (1824–1890) war Gründer und Direktor der Gewerbeschule und Mitglied im Stadtrat. Er engagierte sich auch für das kulturelle Leben Ilmenaus. |    |
| Fotos hochladen                         | Wohnhaus           | Naumannstraße 9                                       | 1929 bis 1932 Klassische Moderne          | Das Wohnhaus wurde zwischen 1929 und 1932 durch Arthur Schröder in der Formensprache des Bauhauses erbaut. |    |
| Fotos hochladen                         | Wohnhaus           | Neue Marienstraße 9                                   |                                           | |    |
| Fotos hochladen                         | Wohnhaus           | Obertorstraße 2                                       | Barock                                    | Das Gebäude gehört jetzt zum Rathaus und verfügt über ein barockes Portal. |    |
| Fotos hochladen                         | Wohnhaus           | Obertorstraße 4                                       |                                           | |    |
| Fotos hochladen                         | Wohnhaus           | Obertorstraße 5                                       | Barock                                    | Das Gebäude ist eines der größeren barocken Wohnhäuser der Stadt. |    |
| Fotos hochladen                         | Wohnhaus           | Oehrenstöcker Straße 4                                | 1901 Historismus                          | Geschäftshaus der Firma David Schröder |    |
| Fotos hochladen                         | Wohnhaus           | Paul-Löbe-Straße 6                                    | 1896 Historismus                          | Das Haus ist ein typisches Beispiel für eine Ilmenauer Stadtvilla. |    |
| Fotos hochladen                         | Wohnhaus           | Paul-Löbe-Straße 12                                   | 1930er Klassische Moderne                 | Das Mirzwa-Haus ist das erste „Hochhaus“ der Stadt. |    |
| Direkt Bild zu diesem Denkmal hochladen | Wohnhaus           | Pfortenstraße 26                                      | Barock                                    | Das barocke Wohnhaus ist komplett verschiefert und verfügt über ein verziertes, hölzernes Tor. |    |
| Fotos hochladen                         | Wohnhaus           | Porzellanstraße 3                                     |                                           | |    |
| Fotos hochladen                         | Spital             | Porzellanstraße 29                                    |                                           | Das ehemalige Armen- und Krankenhaus der Stadt |    |
| Fotos hochladen                         | Post               | Poststraße 2                                          | Historismus                               | Ehemalige Hauptpost. Auch der Anbau aus den 1930er-Jahren steht unter Denkmalschutz. |    |
| Fotos hochladen                         | Wohnhaus           | Ritzebühl 1                                           |                                           | Haus Margarethe |    |
| Direkt Bild zu diesem Denkmal hochladen | Keller             | Schleusinger Allee                                    | 1809 bis 1811                             | Kellergewölbe des ehemaligen Felsenkellers |    |
| Fotos hochladen                         | Wohnhaus           | Schleusinger Allee 2                                  |                                           | |    |
| Direkt Bild zu diesem Denkmal hochladen | Wohnhaus           | Schleusinger Allee 11a                                |                                           | |    |
| Fotos hochladen                         | Denkmal            | Schleusinger Allee                                    |                                           | Denkmal für Friedrich Ludwig Jahn (bekannt als Turnvater Jahn, Initiator der deutschen Turnbewegung) am ehemaligen Felsenkeller |    |
| Fotos hochladen                         | Wohnhaus           | Schwanitzstraße 6                                     | Neorenaissance                            | Villa mit Elementen von Neorenaissance und Jugendstil |    |
| weitere Bilder Fotos hochladen          | Denkmal            | Stadtpark (Karte)                                     | 1972                                      | Das Denkmal wurde für die Opfer des Nationalsozialismus aus der Ilmenauer Arbeiterbewegung nach Entwürfen von Wolfgang Rommel und Erich Wurzer errichtet. |    |
| Direkt Bild zu diesem Denkmal hochladen | Wohnhaus           | Topfmarkt 5                                           |                                           | Das Wohnhaus zählt zu den größten am Topfmarkt, wurde jedoch nicht denkmalgerecht saniert, sodass sein äußeres Erscheinungsbild verfälscht ist. |    |
| weitere Bilder Fotos hochladen          | Kapelle            | Unterer Berggraben 2                                  | vor 1739, wahrsch. 17. Jh.                | Die Bergmannskapelle diente den Bergleuten zum Gebet vor der Einfahrt. |    |
| Fotos hochladen                         | Wohnhaus           | Unterer Berggraben 4                                  | 17. Jh.                                   | Das Gebäude ist eines der letzten erhaltenen Bergmannswohnhäuser und wurde 2010/2011 komplett saniert. |    |
| Fotos hochladen                         | Verwaltungsgebäude | Unterpörlitzer Straße 2                               | 1898 Historismus                          | Das Landesamt für Mess- und Eichwesen Thüringen hat hier seinen Sitz. |    |
| Fotos hochladen                         | Fabrik             | Unterpörlitzer Straße 41                              | 1897 Historismus                          | Die Gebäude der Brauerei Gebrüder Jäcklein. |    |
| Direkt Bild zu diesem Denkmal hochladen | Wandbild           | Vogelherd                                             | 1974                                      | Im ehemaligen Speisesaal der Labortechnik befindet sich ein Wandbild (11 × 2,5 m) von Elfriede Seibt und Gerhard Heinrich. |    |
| Fotos hochladen                         | Denkmal            | Waldstraße                                            | 1886 Historismus                          | Das Denkmal zu Ehren von Joseph Victor von Scheffel. |    |
| weitere Bilder Fotos hochladen          | Lesehalle          | Waldstraße 2                                          | 1869 Heimatstil                           | Die alte Lesehalle im Lessingpark wird auch als Sophienlesehalle bezeichnet, da ihr Bau von Großherzogin Sophie bezahlt wurde. |    |
| Fotos hochladen                         | Wohnhaus           | Waldstraße 3                                          |                                           | Villa Elisabeth |    |
| Fotos hochladen                         | Wohnhaus           | Waldstraße 4                                          | Jugendstil                                | Eine Villa in reinen Formen des Jugendstils. |    |
| Fotos hochladen                         | Wohnhaus           | Waldstraße 7                                          |                                           | Wohnhaus mit Gartenpavillon |    |
| Fotos hochladen                         | Wohnhaus           | Waldstraße 9                                          |                                           | Wohnhaus mit Gartenpavillon |    |
| Fotos hochladen                         | Wohnhaus           | Waldstraße 14                                         | 1890 Historismus                          | Villa Silvana mit Grottenzimmer |    |
| Fotos hochladen                         | Wohnhaus           | Waldstraße 22                                         | Historismus                               | ehemalige Jugendherberge, prunkvollste Villa in Ilmenau |    |
| weitere Bilder Fotos hochladen          | Jagdhaus           | Waldstraße 23 (Karte)                                 | 1783 Barock                               | Das Jagdhaus Gabelbach |    |
| Fotos hochladen                         | Stadtmünze         | Wallgraben 7                                          | vor 1691                                  | ehemalige Münzerei mit Keller im Nebenhaus |    |
| Fotos hochladen                         | Schule             | Wallgraben 8                                          | 1914 Neoklassizismus                      | ehemalige Glasfachschule, jetzt Amtsgericht |    |
| Fotos hochladen                         | Wohnhaus           | Weimarer Straße 24                                    | Heimatstil                                | Die Villa war der Wohnsitz der Familie Ortloff, der die benachbarte Porzellanfabrik Metzler & Ortloff gehörte. |    |
| weitere Bilder Fotos hochladen          | Universität        | Weimarer Straße 25                                    | 1895 Historismus                          | Der Curiebau war das erste Gebäude der TU („Altes Technikum“) |    |
| Fotos hochladen                         | Fabrik             | Weimarer Straße 28                                    | 1856 Klassizismus                         | Der Carl-August-Schacht war ein Kupferschiefer-Bergwerk, später die Porzellanfabrik Metzler & Ortloff. |    |
| weitere Bilder Fotos hochladen          | Universität        | Weimarer Straße 32                                    | 1926 Neoklassizismus / Klassische Moderne | Der Faradaybau war das zweite Gebäude der TU („Neues Technikum“) |    |
| Fotos hochladen                         | Fabrik             | Weimarer Straße 74/76                                 | Neoromanik                                | Der ehemalige städtische Schlachthof (Verwaltungsgebäude und ehemalige Produktionsgebäude). |    |
| Fotos hochladen                         | Wohnhaus           | Wenzelsberg 1                                         | Heimatstil                                | Das Prellerschlösschen gehörte bis zu seiner Sperrung zur Pestalozzi-Schule. |    |
| Fotos hochladen                         | Wohnhaus           | Wenzelsberg 2                                         |                                           | Eines der letzten Bergmannshäuser in der Oberstadt. |    |
| weitere Bilder Fotos hochladen          | Verwaltungsgebäude | Wetzlarer Platz 2                                     | 1733 Barock                               | Die alte Försterei war Sitz des Forstamts und ist das einzige erhaltene Gebäude des abgebrannten Ilmenauer Schlosses. |    |
| Direkt Bild zu diesem Denkmal hochladen | Wohnhaus           | Zechenhaus 13                                         | Heimatstil                                | Die Villa ist ein typisches Beispiel der Heimatstil-Villen, die in den Städten der deutschen Mittelgebirge um die Jahrhundertwende entstanden. Allerdings ist es durch eine zu DDR-Zeiten angebrachte Asbest-Vertäfelung entstellt. |    |
| weitere Bilder Fotos hochladen          | Verwaltungsgebäude | Zechenhaus 25                                         | 1730 Barock                               | Das Zechenhaus war Sitz des Ilmenauer Bergamtes und ist eines der wenigen Gebäude, das den Stadtbrand von 1752 überstand. |    |

## Denkmalensembles
| Bild                                    | Bezeichnung                                     | Lage | Datierung | Beschreibung | ID |
| --------------------------------------- | ----------------------------------------------- | --- | --------- | --- | -- |
| Direkt Bild zu diesem Denkmal hochladen | Gesamtanlage „Bäderkomplex“                     | Waldstraße (1–22), Goetheallee (1–39), Scheffelstraße (2–16), Alter Kurpark, Lessingpark, Bahnhof Bad, Café Diana |           | Der „Bäderkomplex“ umfasst den Kern des Ilmenauer Kurviertels, einer Villenkolonie des 19. Jahrhunderts. Damals war Ilmenau ein Kurbad, sodass hier viele repräsentative Villen und kleine Parks entstanden.                                                                      |    |
| Direkt Bild zu diesem Denkmal hochladen | Ensemble Homburger Platz/Karl-Liebknecht-Straße | Homburger Platz (1–8; 11), Karl-Liebknecht-Straße (2–18, gerade Nummern [Südseite]), Gabelsbergerstraße (2)       |           | Dieses Ensemble entstand relativ zeitgleich in den ersten zehn Jahren des 20. Jahrhunderts. Es besteht aus Mietshäusern, die sich durch typisch historistische Fassadenornamentik auszeichnen. Am Homburger Platz bestehen darüber hinaus freistehende Mietshäuser im Jugendstil. |    |
| Fotos hochladen                         | Gesamtanlage Stadtkulturhaus                    | Festhalle, Parkcafé, Stadtpark                                                                                    |           | Die Festhalle wurde 1938 gebaut, der Stadtpark entstand zeitgleich. Dabei handelt es sich um typische Architektur des Nationalsozialismus mit einfacher, aber wuchtiger Ornamentik. Der Stadtpark erhielt seine Gestaltung zu DDR-Zeiten.                                         |    |
| Direkt Bild zu diesem Denkmal hochladen | Gesamtanlage Fischerhütte                       | Fischerhütte und Nebengebäude                                                                                     |           | Die Fischerhütte in der Langewiesener Straße ist die letzte erhaltene Ilmenauer Glashütte. |    |
| Direkt Bild zu diesem Denkmal hochladen | Gesamtanlage Friedhof                           | Friedhof (Erfurter Straße)                                                                                        |           | Der Friedhof umfasst die typischen Gebäude (Kirche, Trauerhalle etc.) sowie viele historische Gräber aus dem 18./19. Jahrhundert. |    |
| Direkt Bild zu diesem Denkmal hochladen | Denkmalensemble „Kernstadt Ilmenau“             | innerer Altstadtbereich                                                                                           |           | Bei der Kernstadt handelt es sich um das Stadtzentrum etwa zwischen der Erfurter Straße im Norden, Münzstraße im Osten, Mühlgraben im Süden und dem Wenzelsberg bzw. Rasen im Westen.                                                                                             |    |

## Nicht mehr existierende Kulturdenkmale
Hierbei handelt es sich um Bauwerke, die 1999 in der Denkmalliste eingetragen waren, inzwischen aber nicht mehr vorhanden sind.
| Bild                                    | Bezeichnung | Lage                 | Datierung | Beschreibung | ID |
| --------------------------------------- | ----------- | -------------------- | --------- | --- | -- |
| Direkt Bild zu diesem Denkmal hochladen | Steinbrücke | Erfurter Straße      |           | Die alte Steinbrücke über die Bahnstrecke wurde inzwischen abgerissen und durch einen Neubau ersetzt. |    |
| Direkt Bild zu diesem Denkmal hochladen | Wohnhaus    | Karl-Zink-Straße 31  |           | Das Wohnhaus aus dem 19. Jahrhundert stand zuletzt leer, nachdem dort bis in die 1990er-Jahre neben Wohnungen auch Unterrichtsräume der Karl-Zink-Schule untergebracht waren. Der Abriss erfolgte um 2008. Heute ist das Grundstück Teil des Schulhofs der Pestalozzi-Schule.    |    |
| Fotos hochladen                         | Gebäude     | Poststraße 16 und 18 |           | Die Gebäude waren zunächst Teil einer Spielwarenfabrik, wurden dann zu Wohnhäusern umgebaut und standen nach der Wiedervereinigung leer. Um 2005 wurden sie abgerissen und durch Wohnhausneubauten ersetzt. Das Gebäude Nr. 16 zitiert den turmartigen Mittelbau des Vorgängers. |    |

## Quelle
Die Liste bezieht sich auf eine Darstellung im Amtlichen Mitteilungsblatt des Ilm-Kreises, Ausgabe 2/1999. Es wird darauf hingewiesen, dass die Denkmalerfassung in Ilmenau noch nicht abgeschlossen sei.